# Ophidion fulvum
Ophidion fulvum är en fiskart som först beskrevs av Hildebrand och Barton, 1949.  Ophidion fulvum ingår i släktet Ophidion och familjen Ophidiidae. IUCN kategoriserar arten globalt som nära hotad. Inga underarter finns listade i Catalogue of Life.